# Cassia barclayana
Cassia barclayana là một loài thực vật có hoa trong họ Đậu. Loài này được Sweet miêu tả khoa học đầu tiên.